# Miami Heat
I Miami Heat sono una squadra di pallacanestro professionistica con sede a Miami, Florida. Sono membri della Southeast Division nella Eastern Conference della NBA (National Basketball Association), il campionato professionistico degli Stati Uniti d'America. Giocano le loro partite casalinghe nel Kaseya Center. L'attuale proprietario è Micky Arison, figlio di Ted Arison, mentre l'allenatore è Erik Spoelstra che è subentrato a Pat Riley che attualmente veste il ruolo di general manager.
Gli Heat e gli Orlando Magic sono le uniche due squadre della lega della Florida. Nonostante siano una squadra giovane nello scenario della lega, essendo nati nel 1988, gli Heat hanno raggiunto i play-off in 19 delle 28 stagioni disputate, vincendo tre titoli, nel 2006 contro i Dallas Mavericks per 4-2, nel 2012 contro gli Oklahoma City Thunder per 4-1 e nel 2013 contro i San Antonio Spurs per 4-3. Prima della loro nascita l'unica franchigia di pallacanestro di rilievo della città erano i Miami Floridians che giocarono nella ABA tra il 1968 e il 1972. Nel 2016 il valore totale della franchigia era stimato per 1.300 milioni di dollari, di cui il 7% sono i debiti accumulati e il budget è di 180 milioni di dollari; sono proprietari degli Sioux Falls Skyforce della NBA Development League.

## Storia

### La nascita degli Heat (1988-1995)
Nel mese di aprile 1987 la commissione approvò le offerte di espansione delle città di Charlotte e Minneapolis e successivamente di due città della Florida, Orlando e Miami. Fu deciso così di espandere la NBA a quattro nuove squadre, con i Charlotte Hornets e Miami Heat che debuttarono nella stagione 1988-89 e i Minnesota Timberwolves e gli Orlando Magic nella stagione 1989-90. Gli Heat furono fondati nel 1988 come expansion team dell'NBA dall'armatore miliardario Ted Arison proprietario anche della Carnival Corporation & plc. Il nome Miami Heat fu scelto con un sondaggio tra i tifosi che lo preferirono a Miami Vice, il nome del noto telefilm poliziesco ambientato tra le palme di South Beach.
Tra i giocatori del roster dell'anno inaugurale furono chiamati giovani come Rony Seikaly, Kevin Edwards e Grant Long, mentre l'allenatore era Ron Rothstein. Gli Heat giocarono la loro prima partita contro i Los Angeles Clippers alla Miami Arena perdendo 111-91, e nonostante le 17 sconfitte consecutive iniziali tra cui anche uno sconvolgente 138-91 dai Los Angeles Lakers di Magic Johnson, riuscirono a chiudere la loro prima stagione con un record di 15-67. A incidere sul record negativo fu anche la scelta di collocare gli Heat nella Midwest Division della Western Conference a dispetto di una realtà geografica del tutto diversa. Questo obbligò la squadra a fare i viaggi più lunghi visto che gli avversari divisionali più vicini erano gli Houston Rockets che distano 900 miglia da Miami. Nel draft NBA 1989, gli Heat scelsero Glen Rice con la scelta numero quattro. Con lui e con l'aiuto di Sherman Douglas, Rony Seikaly, Willie Burton e Steve Smith e sotto la guida del coach Kevin Loughery, gli Heat che ora giocavano in una divisione di ferro con Boston Celtics, New York Knicks e Philadelphia 76ers raggiunsero i play-off per la prima volta nel 1991-92, dove furono eliminati dai Chicago Bulls di Michael Jordan in tre partite. In quella stagione gli Heat subirono la sconfitta più larga della storia dai Cleveland Cavaliers per 148-80. Due anni dopo nel 1993-94 gli Heat tornarono ai play-off con un record di 42-40 trascinati dalla giovane stella Rice con 21,1ppg dove incontrarono al primo turno gli Atlanta Hawks che furono capaci di ribaltare l'iniziale 2-1 di Miami, eliminandoli per 3-2. Sempre nel 1994 ottennero la loro miglior vittoria nella storia quando batterono i Clippers per 126-83. Nel 1995 la famiglia Arison, fino a quel momento faceva parte solo dei soci, acquistò la franchigia; Micky Arison dopo la sua nomina a general manager licenziò Loughery sostituendolo con Alvin Gentry.

### L'era Hardaway-Mourning (1995-2003)
Tra il 1994 e il 1997 i Miami Heat cercarono dei piani di trasferimento, le città alternative con cui furono instaurati dei colloqui furono Las Vegas, Memphis, St. Louis e San Diego. Mentre i Miami Heat stavano lottando per rimanere a South Beach fu ingaggiato Pat Riley nel 1995 al posto di Gentry, un dirigente e un allenatore che aveva già risollevato alcune franchigie come i Los Angeles Lakers e i New York Knicks prima di arrivare a Miami. Riley orchestrò uno scambio che mandò Rice agli Charlotte Hornets in cambio del centro Alonzo Mourning, destinato a diventare il giocatore simbolo della franchigia. La scelta fu subito premiante: Mourning fu il primo giocatore della franchigia ed essere convocato per l'NBA All-Star Game e permise agli Heat di vincere 11 delle prime 14 partite nel 1995-96 e di raggiungere i play-off a fine anno dove furono raffreddati dai Bulls in tre partite. Da li in avanti furono ingaggiati Tim Hardaway, P.J. Brown, Kurt Thomas, Chris Gatling, Dan Majerle, Terry Porter e Jamal Mashburn e gli Heat cominciarono una saga che li vide raggiungere la post-season per sei volte consecutive, con quattro vittorie della Atlantic Division tra il 1997 e il 2000. In quegli anni si accesero delle rivalità con i Chicago Bulls, i New York Knicks e gli Orlando Magic.

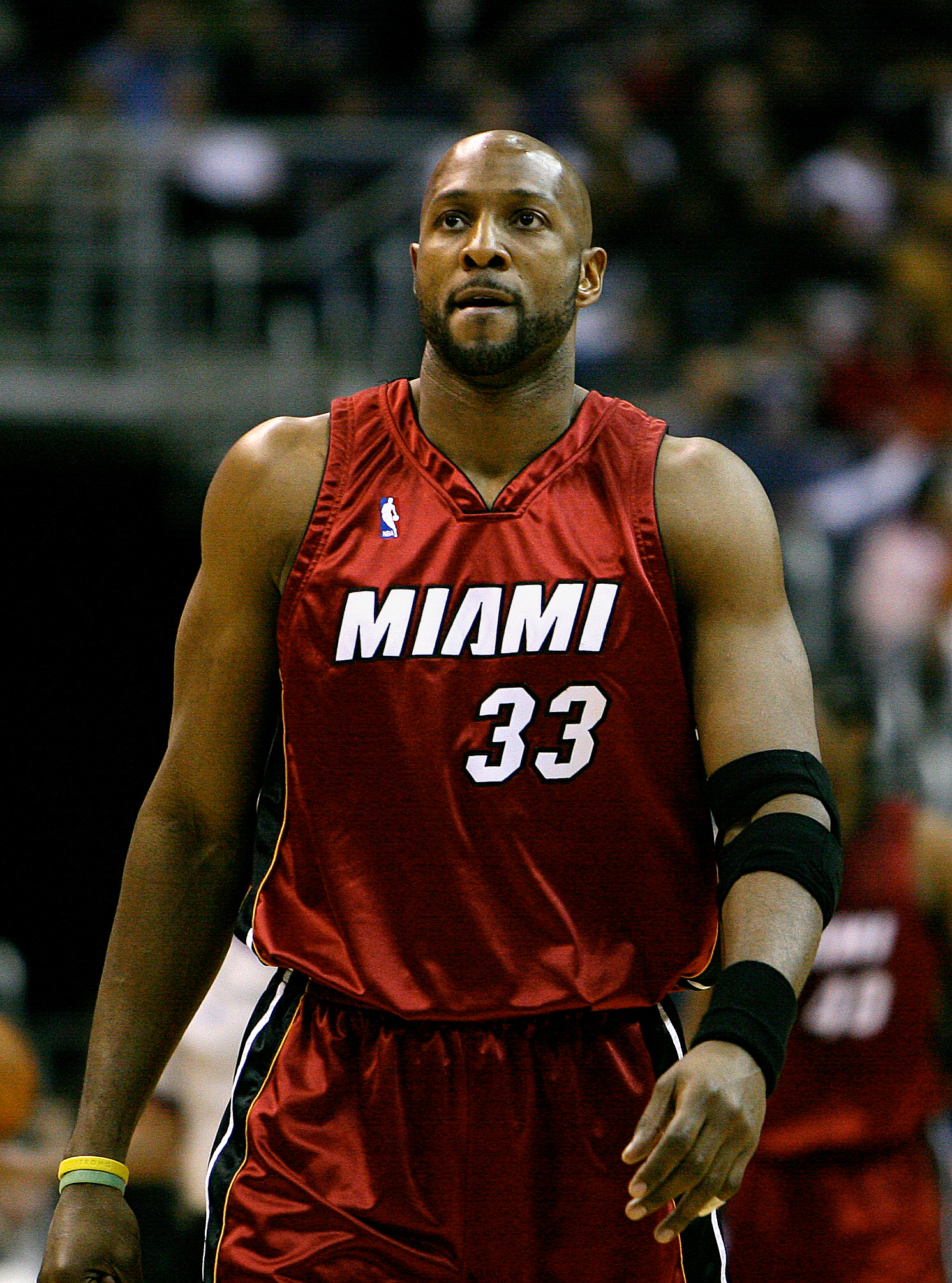
Alonzo Mourning

Nella stagione 1996-97 la coppia Mourning-Hardaway esplose e gli Heat furono la più grande sorpresa dell'anno, ottennero un record di 61-21 con anche una serie di 11 vittorie consecutive, con cui vinsero il loro primo titolo dell'Atlantic Division ai danni dei Knicks. Riley fu nominato allenatore dell'anno mentre Hardaway fu il primo giocatore della franchigia a essere inserito nell'All-NBA Team. Nei play-off gli Heat rimasero infuocati ed eliminarono gli Orlando Magic per 3-2 e i New York Knicks per 4-3, nonostante i Knicks si fossero portati sul 3-1, perdendo poi nelle finali della Eastern Conference con i Chicago Bulls della dinastia di Michael Jordan per 4-1. Nella stagione 1997-98 gli Heat vinsero l'Atlantic Division con un record di 55-27 ma vennero eliminati al primo turno dai Knicks, con tanto di rissa tra Alonzo Mourning e Larry Johnson, ex compagni di squadra agli Charlotte Hornets. L'anno successivo la stagione cominciò solo a febbraio a causa del lockout. Gli Heat guidati da Mourning (che ebbe una campagna pazzesca con 20,1ppg vincendo il primo dei due consecutivi premi di difensore dell'anno) raggiunsero il record di 33-17 e il terzo titolo dell'Atlantic Division vinto al tie-break che permise a Miami di essere la testa di serie nei play-off dove però furono eliminati clamorosamente al primo turno dai New York Knicks di Patrick Ewing negli ultimi secondi di gara-5. Gli Heat diventarono il secondo team testa di serie nº 1 a subire un upset dopo i Seattle SuperSonics cinque anni prima. L'anno successivo I Miami Heat vinsero il loro quarto titolo consecutivo di division con un record 52-30 e Mourning guidò la classifica delle stoppate per il secondo anno consecutivo. Dopo avere battuto i Detroit Pistons con un secco 3-0 furono eliminati dai play-off ancora una volta per mano dei Knicks per 4-3, ma soprattutto lasciarono la loro storica casa, la Miami Arena per trasferirsi nella nuova AmericanAirlines Arena. La prima giocata fu vinta per 111-103 contro gli Orlando Magic.
Il tentativo di Miami di costruire una squadra da titolo subì un durissimo colpo alla vigilia della stagione 2000-01, allorché ad Alonzo Mourning fu diagnosticata una glomerulosclerosi segmentaria e focale. Al di là dell'aspetto umano gli Heat si ritrovarono di colpo senza un giocatore chiave che in quel periodo era tra i candidati più forti a vincere l'MVP e furono costretti nelle stagioni successive a rivedere il roster: perso Tracy McGrady finito agli Orlando Magic arrivarono Eddie Jones, A.C. Green, Anthony Mason, Jim Jackson, Cedric Ceballos, Rod Strickland, Bruce Bowen e Caron Butler e venne lasciato partire Tim Hardaway ai Dallas Mavericks. Miami chiuse la stagione seconda con un record 50-32 e venne eliminata al primo turno dei play-off dagli Charlotte Hornets con un umiliante 3-0, mentre nelle due stagioni successive non raggiunse nemmeno la post-season. In estate, dopo avere visto svanire ogni chance di selezionare Yao Ming, Miami preferì non rischiare di firmare la problematica superstar della high school Lenny Cooke al draft NBA 2002.

### Shaq-Wade e il primo titolo NBA (2003-2006)

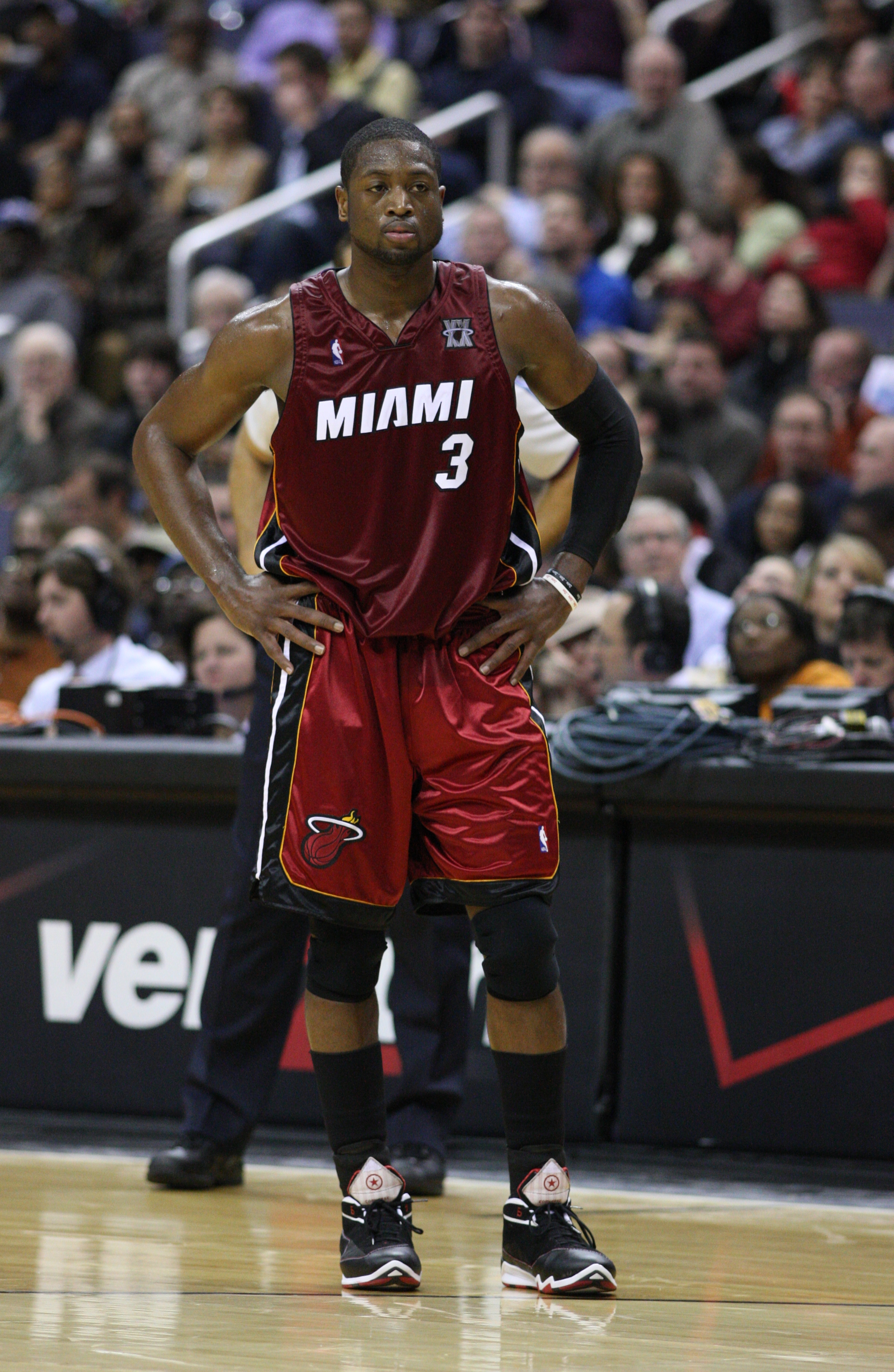
Dwyane Wade

Dopo diversi anni di ricostruzione e scelte per sostituire Hardaway e Mourning passato ai New Jersey Nets, gli Heat sbaragliarono il draft NBA 2003 scegliendo Dwyane Wade da Marquette University con la quinta chiamata, piuttosto che prendere un free-agent di grande livello come Gilbert Arenas, con lui arrivarono anche Lamar Odom e Udonis Haslem. Nonostante la scioccante notizia dell'abbandono della panchina di Riley che fu sostituito da Stan Van Gundy, la squadra che partì con un terribile inizio 5-15, finisce l'anno con un record di 42-40 tornando così a fare i play-off dove eliminarono i New Orleans Hornets in 7 partite prima di essere sconfitti al secondo turno dagli Indiana Pacers per 4-2. Un altro punto di svolta avvenne nell'estate del 2004, quando Pat Riley, diventato presidente, annunciò l'acquisizione del centro tre volte campione NBA, Shaquille O'Neal con un contratto da 100 milioni di dollari per cinque anni e del veterano Christian Laettner. Provò anche a prendere l'ala Karl Malone che poi decise di ritirarsi. La coppia Shaq-Wade, sotto la regia di Pat Riley e con la collaborazione di scafati veterani, avrebbe portato gli Heat allo status d'élite nella lega guidando Miami a tre titoli di Southeast Division e alla vittoria del titolo nel 2006 contro i favoriti Dallas Mavericks.
Nella stagione 2004-05 Miami chiuse la regular season con un solido 59-23 con anche una striscia di 14 vittorie consecutive con Shaq che chiuse con 22,9ppg, e il titolo della Southeast Division. Nei play-off come testa di serie avanzarono senza problemi spazzando via New Jersey Nets e Washington Wizards per 4-0, nelle finali della Eastern Conference incontrarono i campioni in carica dei Detroit Pistons dove furono sconfitti per 4-3 in una serie tiratissima che hanno anche condotto sul 3-2. Dopo la sconfitta in finale di Conference contro i Detroit Pistons, nella stagione 2005-06 gli Heat diedero di nuovo l'assalto al titolo ancora con Shaq e Wade, ma anche con l'arrivo di nuove stelle del calibro di Gary Payton, Antoine Walker, James Posey, Jason Kapono e Jason Williams, fortemente voluti dal presidente Pat Riley, che da metà stagione subentrò al posto di coach Van Gundy, alla guida della squadra con ottimi risultati. A questi va aggiunto il grande ritorno di Alonzo Mourning, che non era stato rinnovato dagli Heat nel 2002 per i suoi problemi di salute e che era stato costretto a sottoporsi a trapianto di reni nel dicembre 2003. Pat Riley non fallì infatti la sua caccia al titolo e grazie a un sempre più dominante Wade e al solito Shaq, i Miami Heat chiusero la regular season con un record 52-30, il migliore della Southeast Division e il secondo miglior record della Eastern Conference. Nonostante la crescita nel finale di stagione gli Heat non erano considerati una squadra in grado di vincere il titolo soprattutto tenendo conto delle sconfitte accumulate contro gli avversari più forti come i San Antonio Spurs, i Phoenix Suns e i Dallas Mavericks. Ai play-off eliminarono di seguito Chicago Bulls per 4-2, New Jersey Nets per 4-1 e in finale di conference, i Pistons in sei gare, diventando così per la prima volta nella loro storia i campioni della Eastern Conference, e raggiungendo di conseguenza le prime, storiche, finali NBA, contro i favoriti Dallas Mavericks di Dirk Nowitzki.
Nelle finali si incontrarono due squadre alla ricerca del primo titolo, dopo una partenza shock gli Heat stavano in procinto di perdere le Finals mentre Dallas conduceva per 2-0. Trascinati da uno straordinario Dwyane Wade MVP delle finali con 34,7 punti a partita, gli Heat riuscirono a vincere all'ultimo respiro gara 3 grazie ai 42 punti di Wade mantenendo vive le speranze di vittoria, e successivamente a ribaltare incredibilmente la serie vincendola per 4-2 laureandosi per la prima volta nella loro storia campioni. Gli Heat eguagliarono inoltre un record NBA: soltanto i Boston Celtics nel 1969 e i Portland Trail Blazers nel 1977 erano riusciti a vincere l'anello rimontando da uno 0-2. La visione di una parata per la vittoria del campionato lungo la Biscayne Boulevard di cui Riley aveva parlato quando arrivò nel 1995 era stata finalmente realizzata.

### La fine del ciclo (2006-2010)
La stagione da campioni in carica però non partì in modo esaltante, a causa degli infortuni che investirono la franchigia. Nella serata d'apertura subirono una pesantissima sconfitta per 108-66 dai Bulls. All'inizio della stagione, infatti il centro Shaquille O'Neal si infortunò al ginocchio, costringendo gli Heat a fare a meno del giocatore più dominante della lega, poco dopo anche Dwyane Wade si infortunò gravemente alla spalla. Dopo l'infortunio di Wade, si pensava che la squadra non sarebbe stata in grado nemmeno di raggiungere i play-off. Tali previsioni furono rapidamente smentite quando gli Heat vinsero 11 partite su 14 partite battendo squadre come i Detroit Pistons, i Chicago Bulls e gli Utah Jazz, O'Neal, in assenza di Wade, disputò un buon finale di regular season, portando gli Heat a vincere il loro settimo titolo di campioni della Southeast Division con un record di 44-38, ma al primo round dei play-off gli Heat vengono battuti dai Chicago Bulls in quattro gare. È la prima volta dal 1957 che la squadra campione in carica cade al primo turno, nonostante a inizio anno furono fatti più volte proclami di vittoria del secondo titolo. Al draft NBA 2007 Riley decide allora di prendere l'ala Jason Smith che decide di mandare ai Sixers in cambio di future scelte da usare per ringiovanire il roster.

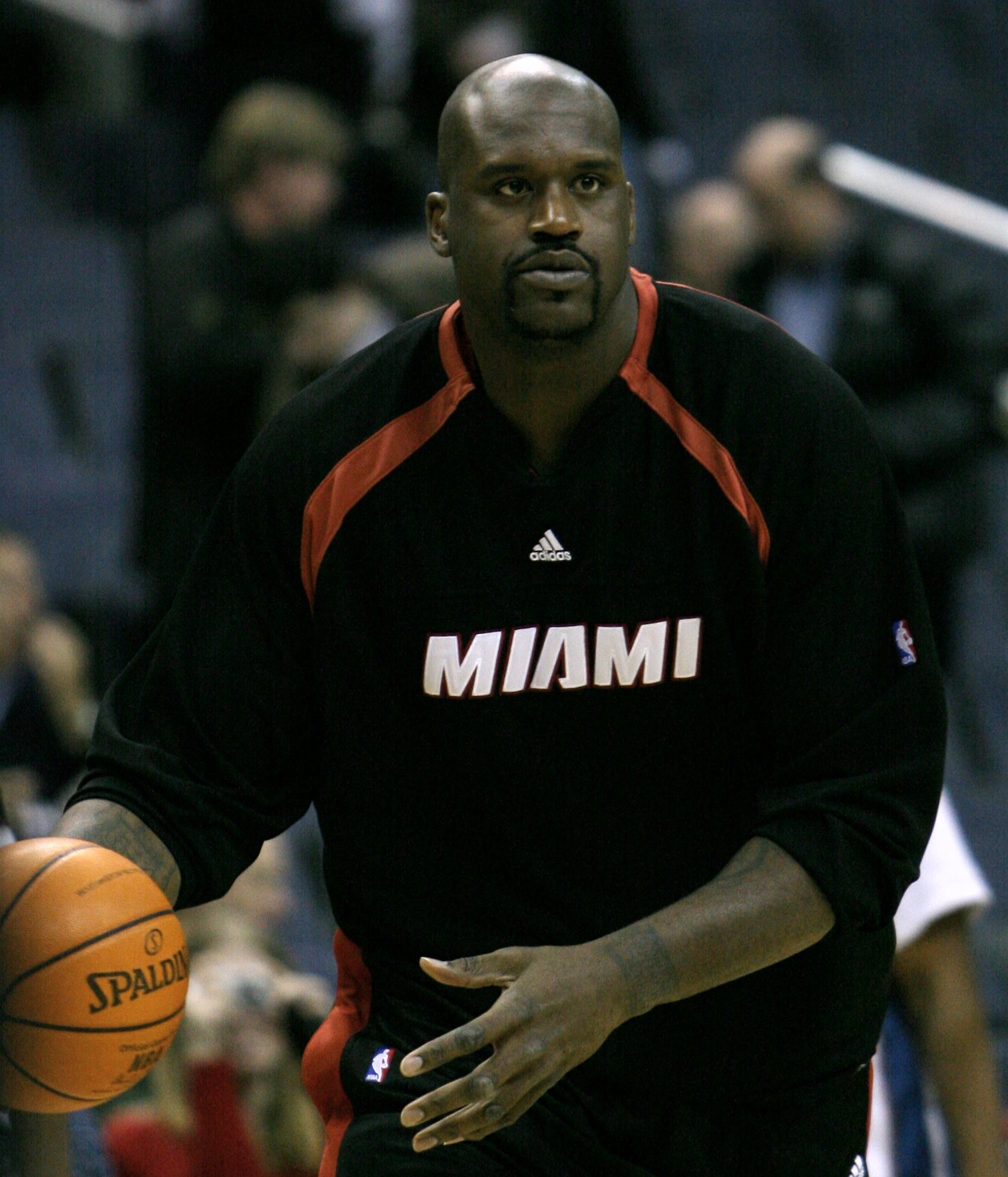
Shaquille O'Neal

Il momento di gloria degli Heat sembrava ormai volgere alla fine. Il mercato dei free agent, gli scambi e gli infortuni contribuirono a portare gli Heat sul fondo della classifica. O'Neal fu ceduto a febbraio ai Phoenix Suns, diversi giocatori firmarono per altre squadre, Riley rassegnò le dimissioni da allenatore, arrivarono giocatori come Daequan Cook, Marcus Banks, Anfernee Hardaway e Shawn Marion, mentre Wade si sottopose ad alcuni interventi chirurgici in quella che alla fine si rivelò una stagione da incubo. La faticosa partenza 4-11 anticipò il disastroso record di 15-67, lo stesso della prima stagione d'esordio, e il peggior ruolino di marcia dell'intera lega e il poco invidiabile record del terzo peggior punteggio ottenuto in una partita nella sconfitta 96-54 contro i Toronto Raptors. Solo Udonis Haslem, Dwyane Wade e Dorell Wright erano rimasti della squadra campione appena due anni prima.
Per la stagione 2008-09 le ambizioni della squadra della Florida non erano di certo delle più temibili. Nel draft NBA 2008 i Miami Heat ingaggiarono Michael Beasley (con Russell Westbrook e Kevin Love ancora disponibili) e Mario Chalmers, acquisito con una trade effettuata con i Minnesota Timberwolves. Inizialmente la squadra, affidata a Erik Spoelstra era riuscita a partire bene grazie alla grande prestazione di Wade che con i suoi 30,2 ppg era stato il miglior marcatore della lega, durante la strada Wade aveva piovuto 50 punti contro gli Utah Jazz e gli Orlando Magic e ben 55 contro i New York Knicks. Con l'infortunio che pose fine alla carriera di Alonzo Mourning, e quindi in seguito alla mancanza di un vero pivot, Pat Riley decise di scambiare Shawn Marion e Marcus Banks per Jermaine O'Neal e Jamario Moon, due giocatori dei Toronto Raptors, e di prendere Yakhouba Diawara, cercò anche di arrivare a Carlos Boozer e Brad Miller senza successo. La stagione regolare vide i Miami Heat terminare al quinto posto della Eastern Conference con un record positivo 43-39 consentendo alla squadra di Miami di scontrarsi con gli Atlanta Hawks in una serie durata 7 gare e finita con la resa degli Heat. In estate, al draft NBA 2009, selezionarono al secondo giro la guardia Marcus Thornton che cedettero immediatamente ai New Orleans Hornets. Anche la stagione 2009-10, nonostante l'arrivo di buoni giocatori come Quentin Richardson, Carlos Arroyo e Rafer Alston ha visto gli Heat chiudere la regular season in quinta posizione a est con un record 47-35, grazie anche alle 12 vittorie ottenute nelle ultime 13 partite, e uscire al primo turno dei play-off, ma questa volta contro i Boston Celtics. L'unico acuto della stagione è arrivato ancora una volta da Wade nominato MVP dell'All-Star Game di Arlington (Texas).

### IBig Threee altri due titoli NBA (2010-2014)
Le sorti della franchigia sarebbero rapidamente cambiate nel 2010-11 quando Miami firma Chris Bosh dai Toronto Raptors e LeBron James dai Cleveland Cavaliers entrambi con contratti da 110 milioni di dollari per sei anni e rifirma Dwyane Wade per altre sei stagioni a 107 milioni di dollari, in quello che viene spesso citato come il più grande colpo di mercato della storia della lega, che avrebbe fruttato agli Heat altri due titoli NBA nel 2012 contro gli Oklahoma City Thunder e nel 2013 contro i San Antonio Spurs. Dopo questi acquisti Riley riesce a mettere sotto contratto anche Mike Miller, Eddie House, Erick Dampier, Juwan Howard, Mike Bibby, Jerry Stackhouse e Žydrūnas Ilgauskas. Con i tre All-Star molti consideravano i Miami Heat come la squadra che poteva rompere l'allora record di 72 vittorie nella regular season fissato dai Chicago Bulls nel 1995-1996, ma soprattutto la squadra che avrebbe dominato la lega e riportato il titolo a South Beach. La partita d'apertura dei Big Three giocata contro i Boston Celtics è stata la più vista nella storia della lega. Contro ogni pronostico però la partenza degli Heat è stentata. Dopo il 9-8 iniziale Miami inizia a migliorare sensibilmente, con il triumviratum Wade-James-Bosh che inizia a trovare una chimica di squadra ottenendo 12 vittorie consecutive, fino ad arrivare al solido 58-24 finale che gli vale la vittoria della Southeast Division. Nei play-off gli Heat trascinati dalle sue tre bocche di fuoco eliminano facilmente i Philadelphia 76ers e i Boston Celtics per 4-1 raggiungendo le finali della Eastern Conference contro la miglior squadra della lega, i Chicago Bulls di Derrick Rose battuti anche loro per 4-1.
Tuttavia il momento clou della stagione sarebbe arrivato alle finali NBA, dove gli Heat avrebbero incontrato i Dallas Mavericks nella riedizione delle finali NBA del 2006, desiderosi di prendersi la rivincita. La stagione però sembrava nata per concludersi con uno scontro fra titani con i Los Angeles Lakers di Kobe Bryant, prima che essi inciampassero nel secondo turno contro i Mavericks, per questo motivo secondo i media americani, soprattutto la ESPN, le finali sarebbero dovute essere solo una formalità per gli Heat. Invece, quando la serie sul 1-1 si è spostata in Texas gli Heat si sono lentamente sbriciolati contro un avversario inferiore ma meglio organizzato tatticamente come i Dallas Mavericks, che alla fine vinsero l'anello per 4-2. Dopo la clamorosa sconfitta avevano iniziato a circolare voci che Riley voleva l'allenatore undici volte campione NBA, Phil Jackson per guidare la squadra, salvo poi riconfermare Spoelstra in panchina.

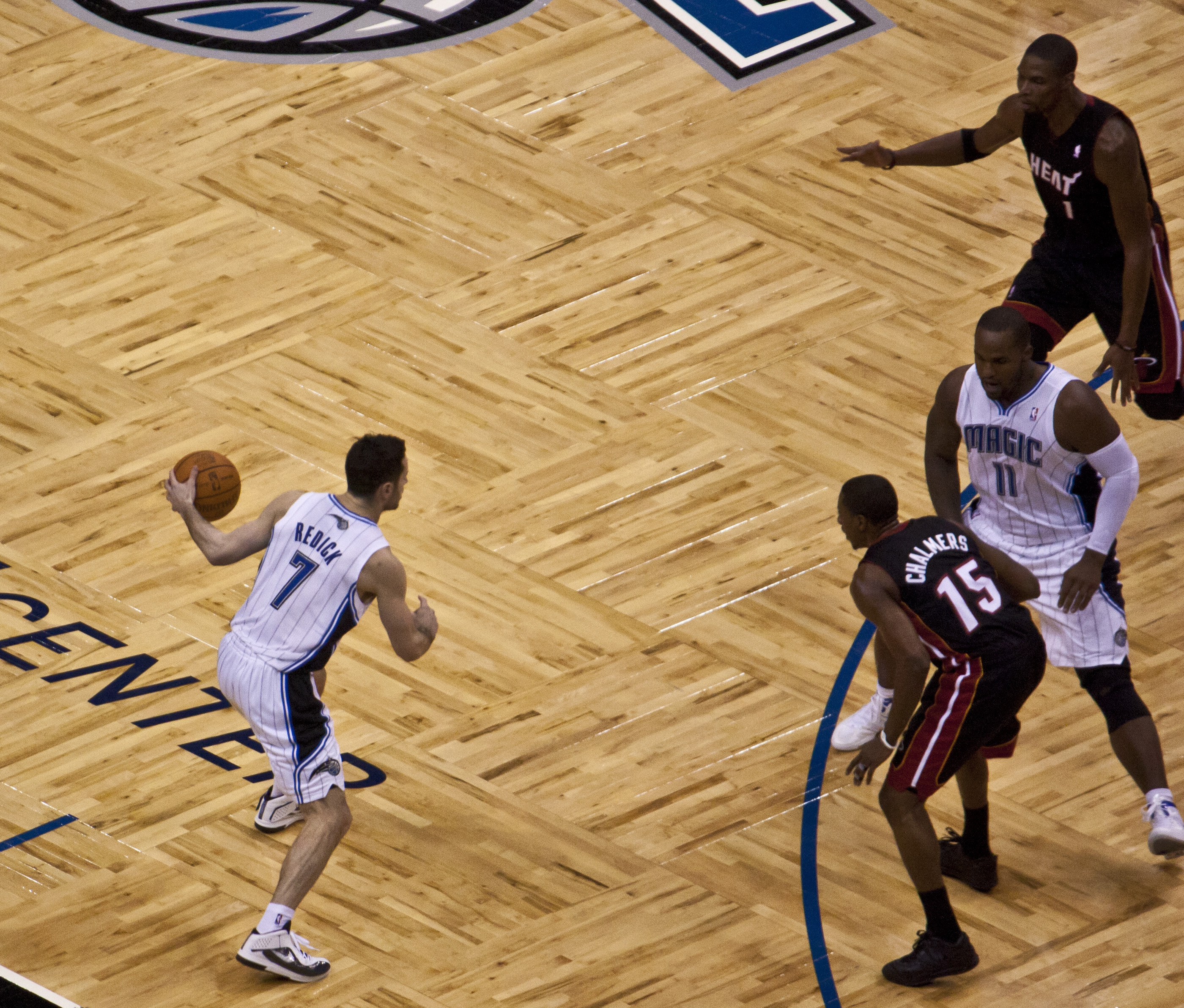
Miami Heat-Orlando Magic nel 2012

Nel 2011-12 viene attuata una massiccia opera di rafforzamento della panchina con gli ingaggi di Eddy Curry, Shane Battier e Ronny Turiaf e dopo la cocente sconfitta nelle finali dell'anno precedente contro i Mavericks i Big Three sembravano pronti a mettere le mani sull'ambito anello. Come prevedibile, anche questa stagione, accorciata di un mese a causa del lockout, Miami accede ai play-off dopo essersi assicurata il titolo divisionale con un record di 46-20 secondi solo ai Chicago Bulls a est, che vale a LeBron James il titolo di MVP con 27,1ppg. Al primo turno incontrano i New York Knicks di Carmelo Anthony che battono facilmente per 4-1, nel secondo turno invece incontrano gli Indiana Pacers, in una dura serie in cui finiscono addirittura sotto per 2-1, prima di rimontare e vincere per 4-2. Gli Heat riescono ad accedere alle finali di Conference contro i Boston Celtics dove riescono a vincere la serie dopo essere stati di nuovo a un passo dall'eliminazione sotto per 3-2 e si laureano per la seconda volta consecutiva campioni della Eastern Conference guadagnandosi il diritto a giocare le finali NBA con gli Oklahoma City Thunder di Kevin Durant.
La serie incomincia a Oklahoma City e i Miami Heat vengono sconfitti dai Thunder. Gli Oklahoma City Thunder guidati dal miglior realizzatore della lega Kevin Durant erano visti come un avversario decisamente temibile visto che erano arrivati alle finali eliminando potenze dell'ovest come i Dallas Mavericks campioni in carica, i Los Angeles Lakers e i San Antonio Spurs tanto che l'1-0 non aveva sorpreso nessuno. Nelle successive quattro partite l'inesperienza dei giovani Thunder diventa l'arma in più per Miami, che trascinata da uno straripante LeBron James infila quattro vittorie consecutive che gli permettono di vincere il titolo per la seconda volta nella sua storia con il risultato di 4-1 davanti al pubblico dell'AmericanAirlines Arena, LeBron viene nominato MVP delle finali con 28,6ppg.
Nella stagione 2012-13 gli Heat riescono a ingaggiare la guardia Ray Allen, miglior tiratore da 3 punti di sempre della lega, Rashard Lewis e Juwan Howard. Vengono fatti anche tentativi a vuoto per convincere Steve Nash e Marcus Camby che alla fine non arrivano. A meta stagione, in assenza di un pivot di livello, Riley decide di firmare Chris Andersen per provare a contrastare la superiorità difensiva di Chicago Bulls e Indiana Pacers. La mossa si rivelò vincente e gli Heat, che viaggiavano al ritmo di 29-14 in pieno controllo della Southeast Division, riuscirono a rimanere imbattuti per quasi due mesi, vincendo ben 27 partite consecutive, seconda striscia di vittorie più lunga nella storia della lega, che comprendeva anche la vittoria numero mille della franchigia nella regular season ottenuta contro i Portland Trail Blazers per 117-104. Da lì in avanti gli Heat sarebbero andati a perdere solo altre due volte, chiudendo con un impressionante record di 66-16, il migliore di tutta la lega. Ai play-off la musica non sarebbe cambiata, gli Heat continuarono a giocare il loro duro basket, e James avrebbe dimostrato una volta di più perché lui era l'MVP della lega, mandando in archivio la serie contro i Milwaukee Bucks in sole quattro partite e battendo i Chicago Bulls per 4-1, vittoria che vale l'accesso per il terzo anno consecutivo alle finali della Eastern Conference contro gli Indiana Pacers battuti per 4-3, raggiungendo i San Antonio Spurs alle finali NBA.
In finale gli Heat si ritrovano di fronte i San Antonio Spurs guidati da Tim Duncan, Tony Parker e Manu Ginóbili, una squadra che oltre a essere una delle più titolate della lega, non aveva mai fallito la conquista del titolo nelle quattro precedenti finali disputate. Contrariamente rispetto a quanto successo contro i Dallas Mavericks e gli Oklahoma City Thunder, questa volta i Big Three avrebbero dovuto affrontare un avversario molto più tosto ed esperto. I San Antonio Spurs vincono subito nella serata d'apertura e rimangono in controllo durante tutta la serie perdendo la possibilità di chiudere i conti in gara 6, quando avanti 3-2 nella serie e con un vantaggio di 13 punti nell'ultimo quarto d'ora di gara si fanno battere, portando gli Heat per la prima volta nella loro storia a doversi giocare il titolo nell'ultima e decisiva partita, poi vinta per 88-95 che vale a Miami il terzo anello NBA con James nominato un'altra volta MVP delle finali con 25,3 ppg

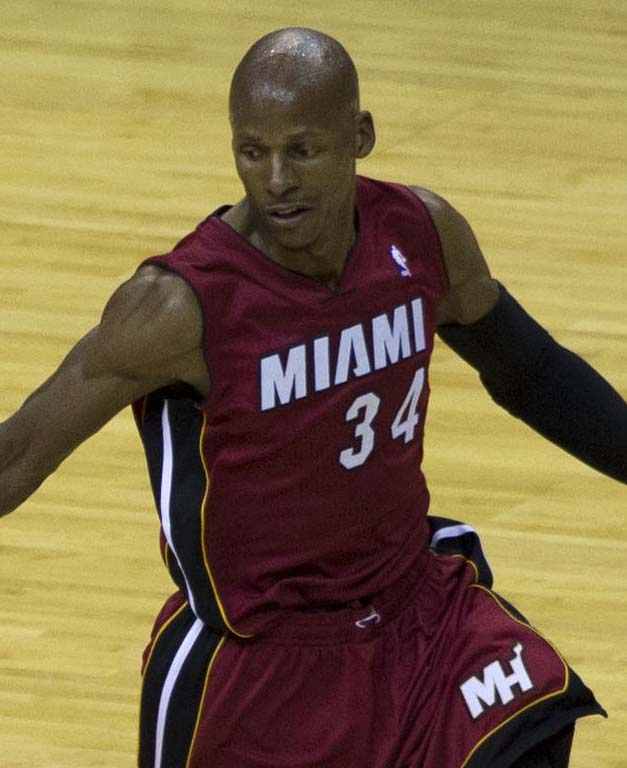
Ray Allen

In vista della stagione successiva, gli Heat mantengono sostanzialmente invariato il roster, con l'eccezione di Mike Miller (che, nonostante un'ottima stagione da riserva, viene tagliato a causa del suo oneroso ingaggio) e degli arrivi del mastodontico centro Greg Oden, di Toney Douglas e infine di Michael Beasley, a cui Riley decide di dare un'altra chance in maglia Heat. Con anche Wade ormai nella fase calante della sua carriera Riley ha cercato di ingaggiare senza successo il tiratore Ben Gordon per permettere a Wade di saltare qualche partita per riposare. Miami vince il quarto titolo di division consecutivo, con un record di 54-28, ma soprattutto riesce a raggiungere le finali NBA per la quarta volta in quattro anni, risultato finora ottenuto soltanto dai Boston Celtics e dai Los Angeles Lakers. Durante la loro incredibile cavalcata nei play-off, gli Heat eliminano gli Charlotte Bobcats per 4-0, i Brooklyn Nets per 4-1 e gli Indiana Pacers per 4-2, ritrovando in finale i San Antonio Spurs come l'anno precedente.
Dopo la vittoria sul filo di lana ottenuta dagli Heat l'anno precedente, questa volta LeBron e compagni vengono travolti dai San Antonio Spurs per 4-1. I texani conducono una serie perfetta senza commettere le grossolane disattenzioni che gli sono state fatali dodici mesi prima, portandosi a casa il titolo. I Miami Heat sono riusciti a strappare solo una vittoria agli Spurs di 2 punti perdendo le altre quattro con una media di 20: questa si è dimostrata nettamente la loro più pesante sconfitta da quando i Big Three si sono formati a South Beach. Inoltre dopo il mancato Three-peat due giocatori chiave dello spogliatoio, Ray Allen e Shane Battier decidono di ritirarsi.

### La fine della dinastia e l'arrivo di Dragić (2014-2017)

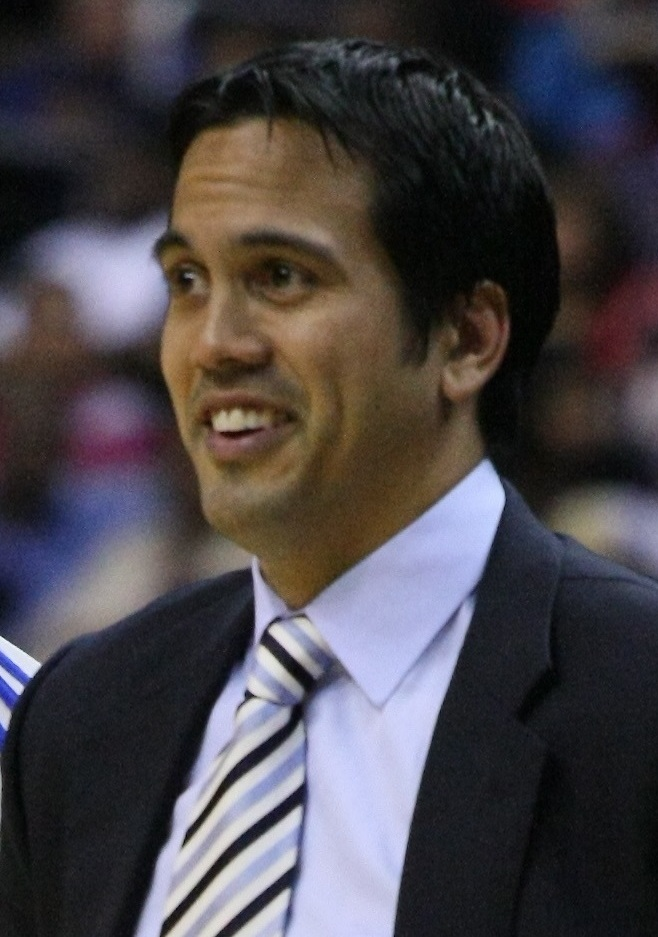
Erik Spoelstra

In estate i Miami Heat, all'apice del loro dominio e popolarità, perdono LeBron James che decide di tornare ai Cleveland Cavaliers, mentre mantengono Bosh e firmano Josh McRoberts, Luol Deng, Shawne Williams, Hassan Whiteside e Danny Granger. Molti dei veterani nel roster vengono lasciati partire per creare più spazio salariale possibile per ringiovanire la squadra e per mantenere Miami competitiva dopo la partenza di James. In un clima d'incertezza gli Heat iniziano la stagione in maniera atroce arrivando allo All-Star break con un misero 22-30. Di conseguenza Riley mette in piedi una trade con i Phoenix Suns che porta in Florida i fratelli Goran Dragić e Zoran Dragić in cambio di Norris Cole, Danny Granger, Justin Hamilton e Shawne Williams. Solo pochi giorni dopo i sogni di gloria degli Heat vengono stroncati definitivamente dai problemi fisici di Chris Bosh, che a causa di coaguli di sangue in un polmone, salta la seconda metà della stagione, mentre gli Heat mancano i play-off per la prima volta in sei anni.
Al draft NBA 2015 gli Heat selezionano uno dei migliori prospetti nell'ala Justise Winslow da Duke University e prendono tre grossi free agents Amar'e Stoudemire, Joe Johnson e Gerald Green per completare il roster che adesso potenzialmente ha All-Star a ogni posizione. Con una squadra tra le migliori della Eastern Conference e in grado di contrastare validamente ogni avversario, i Miami Heat si presentavano come il concorrente più pericoloso per i Cleveland Cavaliers dell'ex Heat LeBron James verso la corsa per l'ambito anello. Miami chiude la stagione 2015-16 con un record di 48-34, sufficiente per vincere la Southeast Division e per finire al terzo posto nella Eastern Conference. Al primo turno dei play-off gli Heat, ancora privi di Bosh per infortunio, ottengono due cruciali vittorie per ribaltare il 3-2 dei Charlotte Hornets, e vincere la serie per 4-3 prima di perdere in 7 partite contro i Toronto Raptors. In estate i Miami Heat provano a prendere Kevin Durant che alla fine decide di andare ai Golden State Warriors, molti giocatori a fine contratto vengono lasciati partire tra cui anche il simbolo della franchigia Dwyane Wade, che clamorosamente lascia dopo tredici stagioni Miami a causa di dispute contrattuali e decide di passare ai Chicago Bulls. La squadra passa nelle mani del trio Bosh-Dragić-Whiteside e arrivano in aiuto giovani come Dion Waiters, Derrick Williams, Luke Babbitt, Wayne Ellington e Willie Reed. La stagione 2016-17 inizia sotto i cattivi auspici, Bosh al rientro dall'infortunio alla schiena non supera le visite mediche rimanendo fuori squadra a tempo indeterminato. Senza la sua stella, la squadra si classifica nona nella Eastern Conference rimanendo esclusa dai play-off.

### Rifondazione e Doppia finale in 3 anni
Al Draft 2017, con la quattordicesima scelta assoluta, gli Heat selezionano il centro Bam Adebayo, e nella free agency si assicurano, dai Boston Celtics, l'ala grande canadese Kelly Olynyk. Il 4 luglio viene ufficialmente tagliato dal roster Chris Bosh, a causa dei suoi problemi fisici che lo costringeranno al ritiro dall'attività agonistica. Contestualmente il presidente Pat Riley annuncia anche il ritiro della sua maglia n° 1 indossata nell'esperienza in Florida. Ma a febbraio 2018, si registra il gradito ritorno di Dwyane Wade, rientrato a Miami per chiudere la carriera in maglia Heat. La regular season si concluderà al sesto posto nella Eastern Conference. Ai playoff il cammino si ferma al primo turno contro i 76ers, che vincono in 5 gare. La stagione 2019-2020 si conclude con la Vittoria della Southeast Division e la qualificazione ai playoff. Al primo turno gli Heat distruggono in 4 gare gli Indiana Pacers, conquistando l'accesso alle semifinali contro i Milwaukee Bucks di Giannis Antetokounmpo sconfiggendoli in 5 gare. In finale di Conference incontrano i Boston Celtics, che avevano appena battuto i campioni in carica NBA, i Toronto Raptors. Incredibilmente gli Heat riusciranno a battere i Celtics per 4-2 e a conquistarsi l'accesso alle NBA Finals contro i Los Angeles Lakers, eventi che non accadeva dai tempi di LeBron James. Le prime due gare se le aggiudicheranno i Lakers, con Miami che riuscirà a vincere gara 3. Dopo che i Lakers riusciranno a vincere gara 4, gli Heat vinceranno gara 5 grazie a una grande prestazione di Jimmy Butler che colleziona 35 punti, 12 rimbalzi e 11 assist. Gara 6 se la aggiudicheranno i Lakers grazie a una grande prestazione di LeBron con 28 punti, 14 rimbalzi e 10 assist, poi nominato MVP delle Finali.
Nella stagione seguente gli Heat faticano e terminano la regular season alla sesta posizione della Eastern Conference con un record di 40 vittore e 32 sconfitte, qualificandosi ai Playoffs, dove incontrano i Milwaukee Bucks terzi classificati, perdendo 4-0.
Nella off-season 2021 gli Heat ingaggiano i free agent Markieff Morris, Dewayne Dedmon e P.J. Tucker, rinnovano il contratto a Victor Oladipo (firmato a marzo dello stesso anno) e inviano ai Toronto Raptors Goran Dragić e Precious Achiuwa per Kyle Lowry.

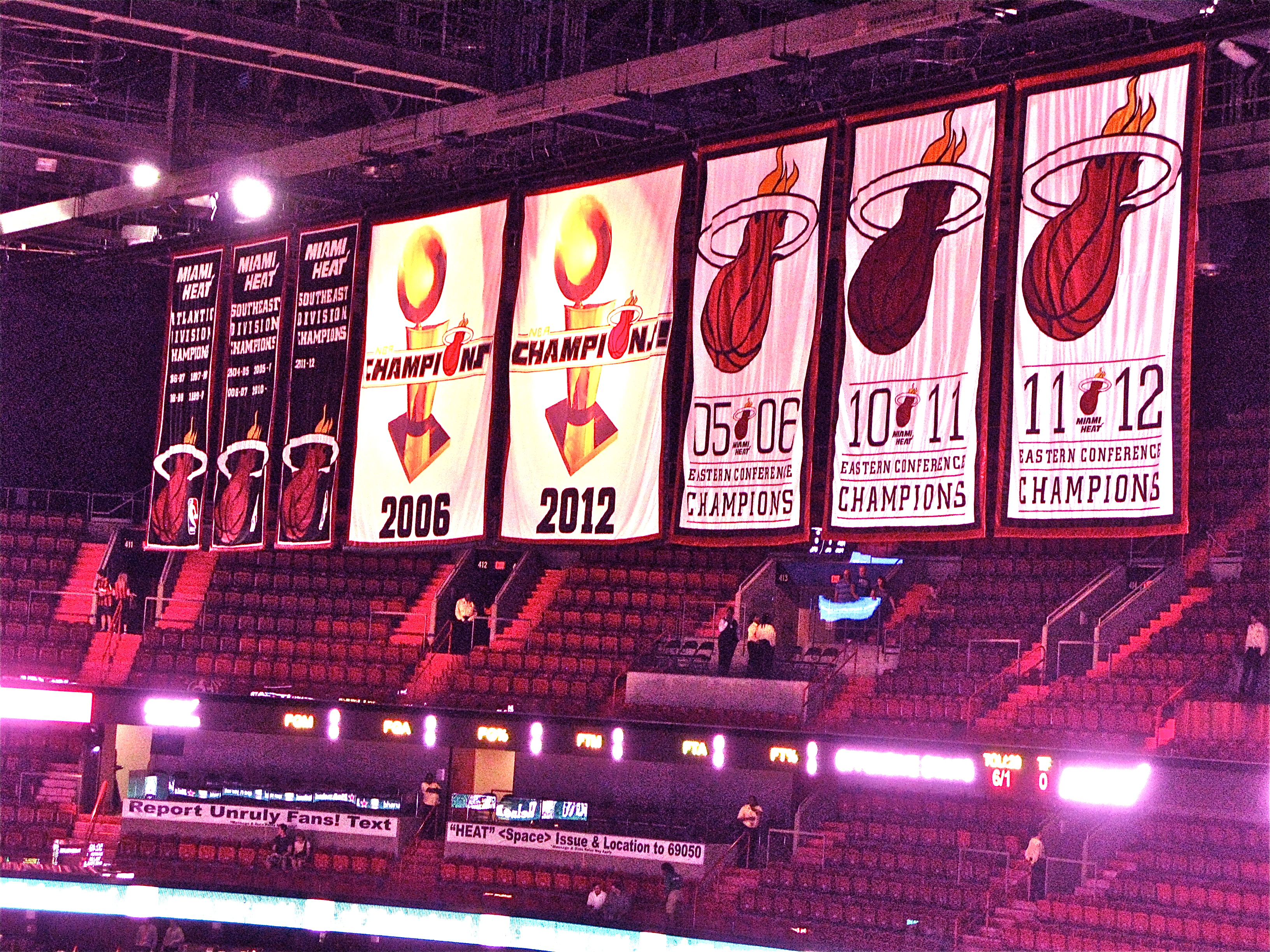
Stendardi appesi all'interno dell'American Airlines Arena (2012).

## Arene di gioco
- Miami Arena (1988–1999)
- Kaseya Center (1999–oggi)

## Evoluzione divisa
| 1988–1999 c | 1988–1999 t | 1999–oggi c | 1999–oggi t | 1999–oggi t |

Le attuali divise degli Heat sono state introdotte nel 1999, dopo avere deciso di attuare un leggero restyling al logo e al disegno delle uniformi del 1988. I colori sono sempre stati bianco, rosso e arancione, o in alternativa completamente bianca per la divisa casalinga con scritto Heat e nero rosso e arancione, o in alternativa completamente nera per quella della trasferta con scritto Miami, Heat o El Heat, l'attuale fornitore è Nike mentre in passato le divise sono state create anche da Adidas e Reebok. Come gli Utah Jazz, i Chicago Bulls e gli Orlando Magic, gli Heat hanno un codice di abbigliamento che vieta ai giocatori di indossare le fasce in campo. Dal 2009 gli Heat hanno permesso l'uso di fasce, a cominciare da Jermaine O'Neal e proseguita con LeBron James, Eddie House e Erick Dampier. La divisa viene indossata anche dalla mascotte degli Heat ovvero Burnie. I Miami Heat hanno onorato anche i defunti Miami Floridians della ABA con una maglia che portava i loro colori, bianco, rosa e arancione sia nel 2005-06 che nel 2011-12. Nel 2014 viene introdotta una divisa a maniche corte per la partita di Natale contro i Los Angeles Lakers.

## Record stagione per stagione
| Campione NBA | Campione di Conference | Campione di Division | † Stagione accorciata a causa del lockout |

| Stagione   | V    | P    | %    | F            | Play-off | Risultati |
| ---------- | ---- | ---- | ---- | ------------ | --- | --- |
| Miami Heat |      |      |      |              | | |
| 1988–89    | 15   | 67   | 18,3 | 6º           | - | - |
| 1989–90    | 18   | 64   | 22,0 | 5º           | - | - |
| 1990–91    | 24   | 58   | 29,3 | 7º           | - | - |
| 1991–92    | 38   | 44   | 46,3 | 4º           | Perdono il Primo Round | Chicago 3, Miami 0                                                                                                 |
| 1992–93    | 36   | 46   | 43,9 | 5º           | - | - |
| 1993–94    | 42   | 40   | 51,2 | 4º           | Perdono il Primo Round | Atlanta 3, Miami 2                                                                                                 |
| 1994–95    | 32   | 50   | 39,0 | 4º           | - | - |
| 1995–96    | 42   | 40   | 51,2 | 3º           | Perdono il Primo Round | Chicago 3, Miami 0                                                                                                 |
| 1996–97    | 61   | 21   | 74,4 | 1º           | Vincono il Primo Round Vincono le Semifinali di Conference Perdono le Finali di Conference                                                                               | Miami 3, Orlando 2 Miami 4, New York 3 Chicago 4, Miami 1                                                          |
| 1997–98    | 55   | 27   | 67,1 | 1º           | Perdono il Primo Round | New York 3, Miami 2                                                                                                |
| 1998–99 †  | 33   | 17   | 66,0 | 1º           | Perdono il Primo Round | New York 3, Miami 2                                                                                                |
| 1999–00    | 52   | 30   | 63,4 | 1º           | Vincono il Primo Round Perdono le Semifinali di Conference | Miami 3, Detroit 0 New York 4, Miami 3                                                                             |
| 2000–01    | 50   | 32   | 61,0 | 2º           | Perdono il Primo Round | Charlotte 3, Miami 0                                                                                               |
| 2001–02    | 36   | 46   | 43,9 | 6º           | - | - |
| 2002–03    | 25   | 57   | 30,5 | 7º           | - | - |
| 2003–04    | 42   | 40   | 51,2 | 2º           | Vincono il Primo Round Perdono le Semifinali di Conference | Miami 4, New Orleans 3 Indiana 4, Miami 2                                                                          |
| 2004–05    | 59   | 23   | 72,0 | 1º           | Vincono il Primo Round Vincono le Semifinali di Conference Perdono le Finali di Conference                                                                               | Miami 4, New Jersey 0 Miami 4, Washington 0 Detroit 4, Miami 3                                                     |
| 2005–06    | 52   | 30   | 63,4 | 1º           | Vincono il Primo Round Vincono le Semifinali di Conference Vincono le Finali di Conference Vincono le NBA Finals                                                         | Miami 4, Chicago 2 Miami 4, New Jersey 1 Miami 4, Detroit 2 Miami 4, Dallas 2                                      |
| 2006–07    | 44   | 38   | 53,7 | 1º           | Perdono il Primo Round | Chicago 4, Miami 0                                                                                                 |
| 2007–08    | 15   | 67   | 18,3 | 5º           | - | - |
| 2008–09    | 43   | 39   | 52,4 | 3º           | Perdono il Primo Round | Atlanta 4, Miami 3                                                                                                 |
| 2009–10    | 47   | 35   | 57,3 | 3º           | Perdono il Primo Round | Boston 4, Miami 1                                                                                                  |
| 2010–11    | 58   | 24   | 70,7 | 1º           | Vincono il Primo Round Vincono le Semifinali di Conference Vincono le Finali di Conference Perdono le NBA Finals                                                         | Miami 4, Philadelphia 1 Miami 4, Boston 1 Miami 4, Chicago 1 Dallas 4, Miami 2                                     |
| 2011–12 †  | 46   | 20   | 69,7 | 1º           | Vincono il Primo Round Vincono le Semifinali di Conference Vincono le Finali di Conference Vincono le NBA Finals                                                         | Miami 4, New York 1 Miami 4, Indiana 2 Miami 4, Boston 3 Miami 4, Oklahoma City 1                                  |
| 2012–13    | 66   | 16   | 80,5 | 1º           | Vincono il Primo Round Vincono le Semifinali di Conference Vincono le Finali di Conference Vincono le NBA Finals                                                         | Miami 4, Milwaukee 0 Miami 4, Chicago 1 Miami 4, Indiana 3 Miami 4, San Antonio 3                                  |
| 2013–14    | 54   | 28   | 65,9 | 1º           | Vincono il Primo Round Vincono le Semifinali di Conference Vincono le Finali di Conference Perdono le NBA Finals                                                         | Miami 4, Charlotte 0 Miami 4, Brooklyn 1 Miami 4, Indiana 2 San Antonio 4, Miami 1                                 |
| 2014–15    | 37   | 45   | 45,1 | 3º           | - | - |
| 2015–16    | 48   | 34   | 58,5 | 1º           | Vincono il Primo Round Perdono le Semifinali di Conference | Miami 4, Charlotte 3 Toronto 4, Miami 3                                                                            |
| 2016–17    | 41   | 41   | 50,0 | 3º           | - | - |
| 2017–18    | 44   | 38   | 53,7 | 1º           | Perdono il Primo Round | Philadelphia 4, Miami 1                                                                                            |
| 2018–19    | 39   | 43   | 47,6 | 3º           | - | - |
| 2019–20    | 44   | 29   | 60,3 | 1°           | Vincono il Primo Round Vincono le Semifinali di Conference Vincono le Finali di Conference Perdono le NBA Finals                                                         | Miami 4, Indiana 0 Miami 4, Milwaukee 1 Miami 4, Boston 2 Los Angeles 4, Miami 2                                   |
| 2020–21    | 40   | 32   | 55,6 | 2°           | Perdono il Primo Round | Milwaukee 4, Miami 0                                                                                               |
| 2021-22    | 53   | 29   | 64,6 | 1°           | Vincono il Primo Round Vincono le Semifinali di Conference Perdono le Finali di Conference                                                                               | Miami 4, Atlanta 1 Miami 4, Philadelphia 2 Boston 4, Miami 3                                                       |
| 2022–23    | 44   | 38   | 53,7 | 1°           | Perdono il Play-in Game 7-8 Vincono il Play-in Game 8-9 Vincono il Primo Round Vincono le Semifinali di Conference Vincono le Finali di Conference Perdono le NBA Finals | Atlanta 1, Miami 0 Miami 1, Chicago 0 Miami 4, Milwaukee 1 Miami 4, New York 2 Miami 4, Boston 3 Denver 4, Miami 1 |
| 2023–24    | 46   | 36   | 56,1 |              | Perdono il Play-in Game 7-8 Vincono il Play-in Game 8-9 Perdono il Primo Round                                                                                           | Philadelphia 1, Miami 0 Miami 1, Chicago 0 Boston 4, Miami 1                                                       |
| 2024–25    | 37   | 45   | 45,1 |              | Vincono il Play-in Game 9-10 Vincono il Play-in Game 8-9 Perdono il Primo Round                                                                                          | Miami 1, Chicago 0 Miami 1, Atlanta 0 Cleveland 4, Miami 0                                                         |
| Totale     | 1558 | 1409 | 52,5 |              | | |
| Playoffs   | 163  | 136  | 54,5 | 3 Titoli NBA | 3 Titoli NBA | 3 Titoli NBA |

Statistiche aggiornate al: 19/05/2025

## Rivalità

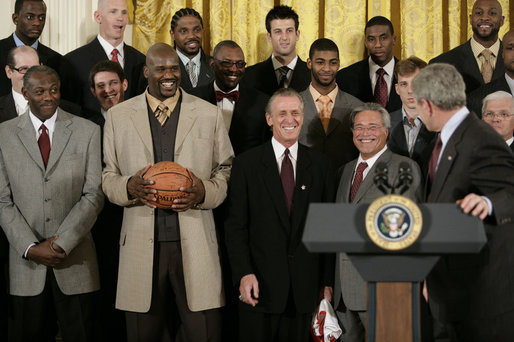
I Miami Heat campioni NBA alla Casa Bianca nel 2006

| Squadra            | Vinte | Perse |
| ------------------ | ----- | ----- |
| Chicago Bulls      | 62+13 | 63+18 |
| Dallas Mavericks   | 38+6  | 35+6  |
| N.Y. Knicks        | 65+19 | 69+16 |
| Orlando Magic      | 76+3  | 58+2  |
| Regular + Play-off |       |       |

### Vs Chicago Bulls
La prima rivalità che gli Heat hanno cominciato a sentire è stata quella con i Chicago Bulls quando le due franchigie diventarono due potenze della Eastern Conference, negli anni novanta le due squadre si incontrarono per tre volte ai play-off nel 1992, 1996 e 1997 con altrettante vittorie dei tori della dinastia di Michael Jordan. Miami sfruttò le sconfitte per affinare il proprio piano di attacco contro i Bulls, utilizzando la stessa tattica aggressiva e tosta che usò a New York, Pat Riley permise agli Heat di portarsi a casa una delle loro migliori soddisfazioni piegando Chicago per 99-72 nel 1997-98. La rivalità ha vissuto un nuovo capitolo negli anni duemila con una vittoria degli Heat nel 2006, nel 2011 e nel 2013 e un'altra vittoria di Chicago ai danni della squadra di Dwyane Wade nel 2007. Nel 2010 inoltre gli Heat riuscirono a firmare Dwyane Wade e LeBron James, entrambi obiettivi dei Bulls.

### Vs Dallas Mavericks
La rivalità tra gli Heat e i Mavericks è iniziata nel 2006, quando le due squadre si sono incontrate nelle NBA Finals. Era per entrambe la prima apparizione nelle finali, e Miami vinse per 4-2. Il proprietario dei Mavericks Mark Cuban e il loro giocatore di punta Dirk Nowitzki furono multati per atti di cattiva condotta durante gara 5.
Nella stagione 2010-2011, gli Heat (freschi di acquisti di LeBron James e Chris Bosh), si ritrovarono di fronte ai Mavs nelle Finals. Dopo avere vinto due delle prime tre gare, gli Heat persero le successive tre partite, causando anche un'umiliazione pubblica alla stella della squadra LeBron James, che era giunto a Miami proprio per vincere.
Sebbene gli Heat e i Mavericks non si siano mai incontrati nelle finali da allora, la rivalità è continuata e Mark Cuban ha discusso pubblicamente della sua estrema antipatia personale per gli Heat. Ha detto che "odio" non era una parola abbastanza forte per descrivere la sua antipatia per la squadra di Miami e per Dwyane Wade.

### Vs New York Knicks
Sempre negli anni novanta si creò una intensa rivalità con i New York Knicks con cui gli Heat hanno giocato nella Atlantic Division per quasi due decenni, che fu il risultato di quattro scontri consecutivi ai play-off nel 1997, 1998, 1999 e 2000, tutti quanti finiti all'ultima partita. La rivalità scoppiò quando Pat Riley passò dai Knicks agli Heat nel 1995 e il suo posto fu preso da Jeff Van Gundy, fratello di Stan, vice di Riley a Miami. I primi due incontri ai playoffs furono caratterizzati da molta violenza fisica nel corso delle serie, con sospensioni di giocatori che alla fine furono determinanti nel risultato finale. Nel 1999 i Knicks, che si classificarono ai play-off da ottavi, riuscirono nell'impresa di eliminare Miami, classificatasi come prima, al primo turno, grazie a una incredibile vittoria per 78-77 in gara cinque; quell'anno New York riuscì a zittire gli scettici raggiungendo le finali NBA. Gli Heat hanno affrontato i Knicks per l'ultima volta nel 2012 battendoli. battuti anche nel 2023 4-2.

### Vs Orlando Magic
La rivalità con l'altra franchigia della Florida, ovvero gli Orlando Magic, è nata fin dalla loro creazione, quando si credeva che sarebbe stata concessa allo Stato del Sole una sola squadra. Gli Heat e i Magic hanno sempre giocato nella stessa divisione, spartendosi 15 titoli di Atlantic Division/Southeast Division. Le due franchigie si sono incontrate ai play-off solamente nel 1997 e nell'occasione gli Heat ebbero la meglio, nel 2000-01 invece, nella notte in cui Riley ottenne la sua millesima vittoria in carriera, gli Heat ottennero la loro vittoria più larga contro i Magic quando riuscirono a frantumarli per 105-79. Nello stesso anno la rivalità si riaccese quando i Magic riuscirono a soffiare Tracy McGrady agli Heat. Negli ultimi anni con l'arrivo della stella Dwight Howard i Magic si sono dimostrati la rivale divisionale più dura da battere per gli Heat, ma dopo la cessione dello stesso Howard ai Los Angeles Lakers da parte di Orlando, il predominio della Florida è a favore dei Miami Heat.

## Squadra attuale
| \| Pos. \| Num. \| Naz. \| Nome \| Altezza \| Peso \| Data nascita \| Provenienza \| \| ----- \| ---- \| ---- \| -------------------- \| ------- \| ------ \| ------------ \| -------------- \| \| P \| 2 \| \| Rozier, Terry \| 188 cm \| 86 kg \| 17-03-1994 \| Louisville \| \| P \| 4 \| \| Stevens, Isaiah \| 183 cm \| 84 kg \| 01-11-2000 \| Colorado State \| \| AG \| 5 \| \| Jović, Nikola \| 208 cm \| 93 kg \| 09-06-2003 \| Serbia \| \| C \| 7 \| \| Ware, Kel'el \| 213 cm \| 104 kg \| 20-04-2004 \| Indiana \| \| G \| 8 \| \| Christopher, Josh \| 193 cm \| 98 kg \| 08-12-2001 \| Arizona State \| \| G/AP \| 9 \| \| Larsson, Pelle \| 198 cm \| 98 kg \| 23-02-2001 \| Arizona \| \| G/AP \| 11 \| \| Jáquez, Jaime \| 201 cm \| 102 kg \| 18-02-2001 \| UCLA \| \| G \| 12 \| \| Smith, Dru \| 191 cm \| 92 kg \| 30-12-1997 \| Missouri \| \| C \| 13 \| \| Adebayo, Bam \| 206 cm \| 116 kg \| 18-07-1997 \| Kentucky \| \| G \| 14 \| \| Herro, Tyler \| 196 cm \| 88 kg \| 20-01-2000 \| Kentucky \| \| AP/AG \| 16 \| \| Johnson, Keshad \| 201 cm \| 102 kg \| 23-06-2001 \| Arizona \| \| G \| 18 \| \| Burks, Alec \| 196 cm \| 97 kg \| 20-07-1991 \| Colorado \| \| AP \| 22 \| \| Wiggins, Andrew \| 201 cm \| 89 kg \| 23-02-1995 \| Kansas \| \| AP \| 24 \| \| Highsmith, Haywood \| 193 cm \| 100 kg \| 09-12-1996 \| Wheeling \| \| P/G \| 25 \| \| Jakučionis, Kasparas \| 198 cm \| 93 kg \| 29-05-2006 \| Illinois \| \| P \| 45 \| \| Mitchell, Davion \| 183 cm \| 92 kg \| 05-09-1998 \| Baylor \| \| AP \| \| \| Fontecchio, Simone \| 201 cm \| 95 kg \| 09-12-1995 \| Italia \| \| G \| \| \| Powell, Norman \| 193 cm \| 98 kg \| 25-05-1993 \| UCLA \| \| C \| \| \| Goldin, Vladislav \| 216 cm \| 113 kg \| 12-05-2001 \| Michigan \| | Allenatore - Erik Spoelstra Assistente/i - Malik Allen - Caron Butler - Octavio De La Grana - Wayne Ellington - Eric Glass - Chris Quinn Legenda - (C) Capitano - (FA) Free agent - (S) Sospeso - (TW) Contratto Two-way - Infortunato Roster • Transazioni · Ultima transazione: 25 giugno 2025 |                        |                      |         |        |              |                |
| Pos. | Num. | Naz.                   | Nome                 | Altezza | Peso   | Data nascita | Provenienza    |
| P | 2 | Stati Uniti (bandiera) | Rozier, Terry        | 188 cm  | 86 kg  | 17-03-1994   | Louisville     |
| P | 4 | Stati Uniti (bandiera) | Stevens, Isaiah      | 183 cm  | 84 kg  | 01-11-2000   | Colorado State |
| AG | 5 | Serbia (bandiera)      | Jović, Nikola        | 208 cm  | 93 kg  | 09-06-2003   | Serbia         |
| C | 7 | Stati Uniti (bandiera) | Ware, Kel'el         | 213 cm  | 104 kg | 20-04-2004   | Indiana        |
| G | 8 | Stati Uniti (bandiera) | Christopher, Josh    | 193 cm  | 98 kg  | 08-12-2001   | Arizona State  |
| G/AP | 9 | Svezia (bandiera)      | Larsson, Pelle       | 198 cm  | 98 kg  | 23-02-2001   | Arizona        |
| G/AP | 11 | Messico (bandiera)     | Jáquez, Jaime        | 201 cm  | 102 kg | 18-02-2001   | UCLA           |
| G | 12 | Stati Uniti (bandiera) | Smith, Dru           | 191 cm  | 92 kg  | 30-12-1997   | Missouri       |
| C | 13 | Stati Uniti (bandiera) | Adebayo, Bam         | 206 cm  | 116 kg | 18-07-1997   | Kentucky       |
| G | 14 | Stati Uniti (bandiera) | Herro, Tyler         | 196 cm  | 88 kg  | 20-01-2000   | Kentucky       |
| AP/AG | 16 | Stati Uniti (bandiera) | Johnson, Keshad      | 201 cm  | 102 kg | 23-06-2001   | Arizona        |
| G | 18 | Stati Uniti (bandiera) | Burks, Alec          | 196 cm  | 97 kg  | 20-07-1991   | Colorado       |
| AP | 22 | Canada (bandiera)      | Wiggins, Andrew      | 201 cm  | 89 kg  | 23-02-1995   | Kansas         |
| AP | 24 | Stati Uniti (bandiera) | Highsmith, Haywood   | 193 cm  | 100 kg | 09-12-1996   | Wheeling       |
| P/G | 25 | Lituania (bandiera)    | Jakučionis, Kasparas | 198 cm  | 93 kg  | 29-05-2006   | Illinois       |
| P | 45 | Stati Uniti (bandiera) | Mitchell, Davion     | 183 cm  | 92 kg  | 05-09-1998   | Baylor         |
| AP | | Italia (bandiera)      | Fontecchio, Simone   | 201 cm  | 95 kg  | 09-12-1995   | Italia         |
| G | | Stati Uniti (bandiera) | Powell, Norman       | 193 cm  | 98 kg  | 25-05-1993   | UCLA           |
| C | | Russia (bandiera)      | Goldin, Vladislav    | 216 cm  | 113 kg | 12-05-2001   | Michigan       |

## Giocatori

### Campioni olimpici
- Tim Hardaway  (Sidney 2000)
- Alonzo Mourning  (Sidney 2000)
- Dwyane Wade  (Atene 2004)
- Dwyane Wade  (Pechino 2008)
- LeBron James  (Londra 2012)

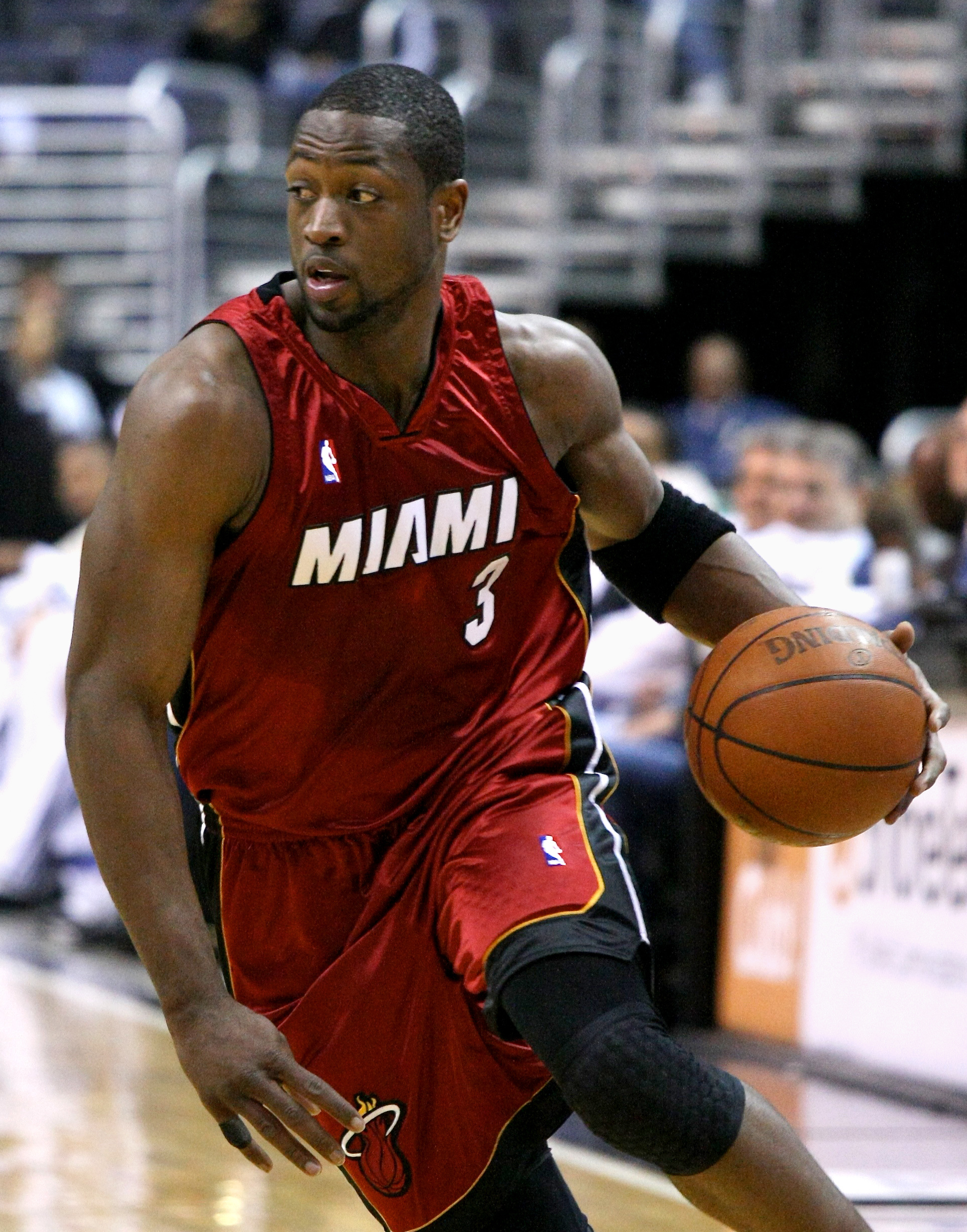
Dwyane Wade nel 2009.Nel 2023 è stato inserito tra i membri della Hall of Fame.

- Bam Adebayo  (Tokyo 2020, Parigi 2024)

### Membri della Basketball Hall of Fame
- Pat Riley (1995–2003, 2005–2008)
- Gary Payton (2005–2007)
- Alonzo Mourning (1995–2002, 2005–2008)
- Shaquille O'Neal (2004–2008)
- Ray Allen (2012–2014)
- Chris Bosh (2010–2017)
- Tim Hardaway (1996–2001)
- Dwyane Wade (2003–2016, 2018–2019)

### Membri della FIBA Hall of Fame
- Shaquille O'Neal (2004–2008)
- Alonzo Mourning (1995–2003) (2005-2008)

### Numeri ritirati
| Numeri ritirati Miami Heat |                  |       |                     |                  |        |
| Num.                       | Giocatore        | Ruolo | Stagione/i          | Giorno ritiro    | Note   |
| 1                          | Chris Bosh       | F     | 2010–2017           | 26 marzo 2019    | [ 23 ] |
| 3                          | Dwyane Wade      | G     | 2003–2016 2018–2019 | 22 febbraio 2020 | [ 30 ] |
| 10                         | Tim Hardaway     | G     | 1996–2001           | 28 ottobre 2009  | [ 31 ] |
| 23                         | Michael Jordan   | G     | -                   | 11 aprile 2003   | [ 32 ] |
| 32                         | Shaquille O'Neal | C     | 2004–2008           | 22 dicembre 2016 | [ 33 ] |
| 33                         | Alonzo Mourning  | C     | 1995–2003 2005–2008 | 30 marzo 2009    | [ 34 ] |
| 40                         | Udonis Haslem    | F     | 2003–2023           | 19 gennaio 2024  | [ 35 ] |

- L'NBA ha ritirato il numero 6 per tutte le squadre l'11 agosto 2022 in onore di Bill Russell.
- Il numero 13 è stato ritirato in onore al grande ex-giocatore dei Miami Dolphins della NFL Dan Marino, si tratta di un ritiro "simbolico": il numero in realtà è ancora disponibile.[36]
- Il numero 23 è stato ritirato in onore del contributo di Jordan alla lega, anche se non ha mai giocato per la squadra.

### Selezione dell'NBA All-Star Game
- Alonzo Mourning – 1996, 1997, 2000, 2001, 2002
- Tim Hardaway – 1997, 1998
- Anthony Mason – 2001
- Stan Van Gundy – 2005 (allenatore)
- Shaquille O'Neal – 2005, 2006, 2007
- Dwyane Wade – 2005, 2006, 2007, 2008, 2009, 2010, 2011, 2012, 2013, 2014, 2015, 2016, 2019
- LeBron James – 2011, 2012, 2013, 2014
- Chris Bosh – 2011, 2012, 2013, 2014, 2015, 2016
- Erik Spoelstra – 2013, 2022 (allenatore)
- Goran Dragić – 2018
- Bam Adebayo - 2020, 2023, 2024
- Jimmy Butler - 2020, 2022

## Allenatori

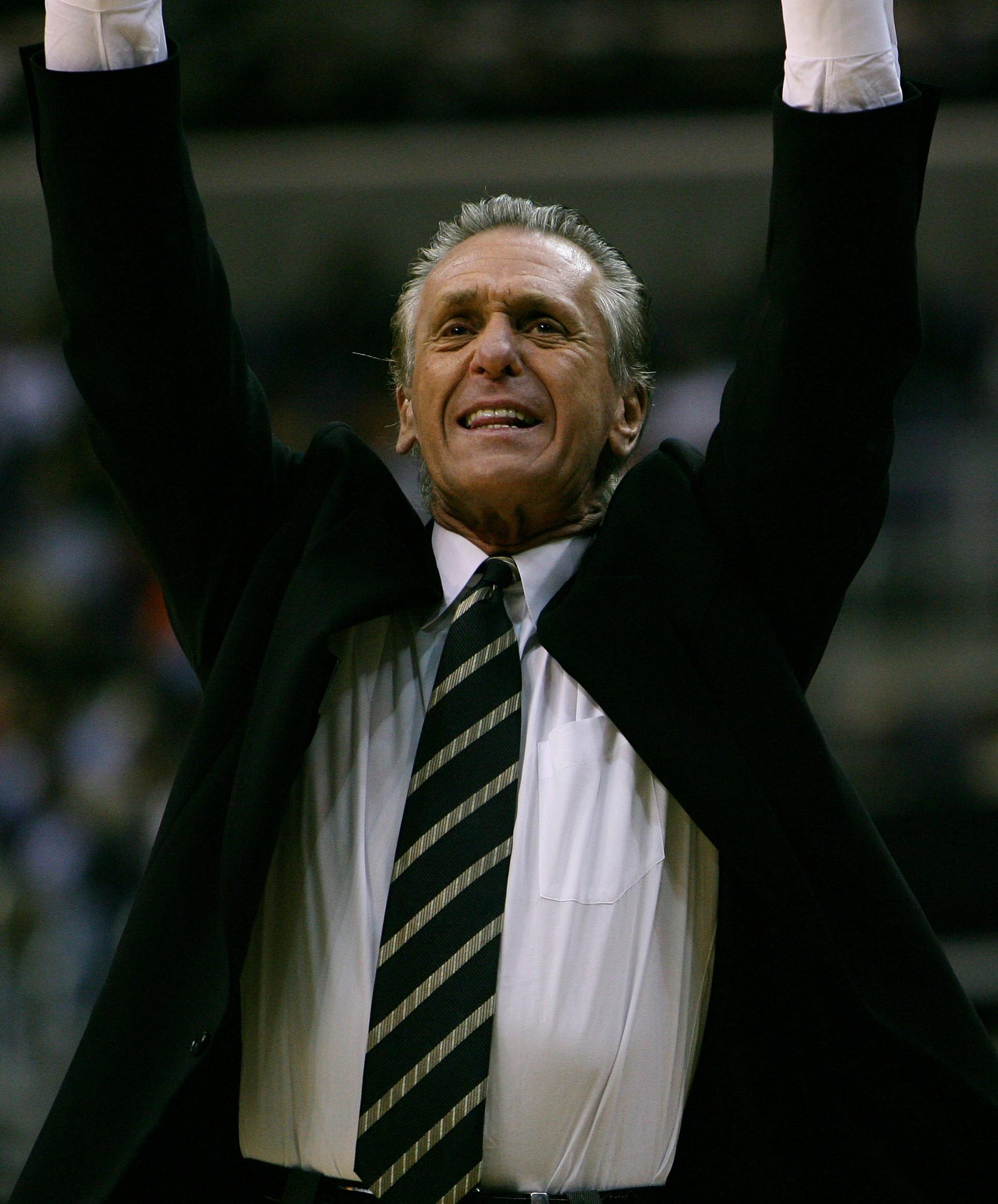
Pat Riley

Dal 1988 a oggi gli Heat sono stati allenati da sei coach diversi: Ron Rothstein è stato il primo allenatore della franchigia, Pat Riley dopo essere stato seduto sulla panchina di Miami in due periodi distinti detiene il record di franchigia di partite disputate nella stagione regolare (849), di vittorie nella stagione regolare (454), ed è l'unico ad avere vinto il NBA Coach of the Year Award, il NBA Executive of the Year Award e a essere eletto nella Basketball Hall of Fame e nella top 10 degli allenatori della storia dell'NBA. L'attuale coach Erik Spoelstra è l'unico nella storia ad avere iniziato la carriera da allenatore negli Heat. Detiene una percentuale di vittorie (60,6% totale partite), il maggior numero di gare disputate nei play-off (184) e di vittorie e nei play-off (109). Riley e Spoelstra sono gli unici due coach ad avere vinto il titolo NBA con i Miami Heat. I general manager invece sono stati Lewis Schaffel, Dave Wohl, Randy Pfund e dal 2008 Pat Riley.
| Legenda | Legenda                                       |
| ------- | --------------------------------------------- |
| PA      | Partite allenate                              |
| V       | Vittorie                                      |
| S       | Sconfitte                                     |
| V%      | Percentuale di vittorie                       |
|         | Ha trascorso l'intera sua carriera con i Heat |
|         | Eletto nella Basketball Hall of Fame          |

Note: Statistiche aggiornate a fine stagione 2023-2024.
| Miami Heat |                |           |      |     |     |      |     |     |    |      |                                                                           |  |
| 1          | Ron Rothstein  | 1988–1991 | 246  | 57  | 189 | .232 | —   | —   | —  | —    |                                                                           |  |
| 2          | Kevin Loughery | 1991–1995 | 300  | 135 | 165 | .450 | 8   | 2   | 6  | .250 |                                                                           |  |
| 3          | Alvin Gentry   | 1995      | 36   | 15  | 21  | .417 | —   | —   | —  | —    |                                                                           |  |
| 4          | Pat Riley      | 1995–2003 | 647  | 364 | 283 | .563 | 23  | 10  | 13 | .435 | 1996–97 Allenatore dell'anno NBA Nella top 10 allenatori della storia NBA |  |
| 5          | Stan Van Gundy | 2003–2005 | 213  | 129 | 84  | .606 | 28  | 17  | 11 | .607 |                                                                           |  |
| —          | Pat Riley      | 2005–2008 | 252  | 116 | 136 | .460 | 27  | 16  | 11 | .593 | 1 Titolo NBA (2006)                                                       |  |
| 6          | Erik Spoelstra | 2008–     | 1277 | 750 | 527 | .587 | 189 | 110 | 79 | .582 | 2 Titoli NBA (2012, 2013)                                                 |  |

## Palmarès
| Palmarès Miami Heat  |        | |
|                      | Titoli | Anni |
| Titoli NBA           | 3      | 2006, 2012, 2013 |
| Titoli di Conference | 7      | 2006, 2011, 2012, 2013, 2014, 2020, 2023 |
| Titoli di Division   | 16     | 1996-97, 1997-98, 1998-99, 1999-2000, 2004-05, 2005-06, 2006-07, 2010-11, 2011-12, 2012-13, 2013-14, 2015-16, 2017-18, 2019-20, 2021-22, 2022-2023 |

## Premi e riconoscimenti individuali
NBA Most Valuable Player Award
- LeBron James – 2012, 2013

NBA Finals MVP
- Dwyane Wade – 2006
- LeBron James – 2012, 2013

NBA Eastern Conference Finals MVP
- Jimmy Butler – 2023

NBA Scoring Champion
- Dwyane Wade – 2009

NBA Defensive Player of the Year Award
- Alonzo Mourning – 1999, 2000

NBA Most Improved Player Award
- Rony Seikaly – 1990
- Isaac Austin – 1997

NBA Sixth Man of the Year Award
- Tyler Herro – 2022

Best NBA Player ESPY Award
- Dwyane Wade – 2006
- LeBron James – 2012, 2013

NBA Coach of the Year Award
- Pat Riley – 1997

NBA Executive of the Year Award
- Pat Riley – 2011

J. Walter Kennedy Citizenship Award
- P. J. Brown – 1997
- Alonzo Mourning – 2002

Twyman-Stokes Teammate of the Year Award
- Shane Battier – 2014

NBA Community Assist Award
- Dwyane Wade – 2013

All-NBA First Team
- Tim Hardaway – 1997
- Alonzo Mourning – 1999
- Shaquille O'Neal – 2005, 2006
- Dwyane Wade – 2009, 2010
- LeBron James – 2011, 2012, 2013, 2014

All-NBA Second Team
- Tim Hardaway – 1998, 1999
- Alonzo Mourning – 2000
- Dwyane Wade – 2005, 2006, 2011
- Jimmy Butler – 2023

All-NBA Third Team
- Dwyane Wade – 2007, 2012, 2013
- Jimmy Butler – 2020, 2021

NBA All-Defensive First Team
- Alonzo Mourning – 1999, 2000
- LeBron James – 2011, 2012, 2013
- Bam Adebayo – 2024

NBA All-Defensive Second Team
- P.J. Brown – 1997, 1999
- Bruce Bowen – 2001
- Dwyane Wade – 2005, 2009, 2010
- LeBron James – 2014
- Hassan Whiteside – 2016
- Bam Adebayo – 2020, 2021, 2022, 2023
- Jimmy Butler – 2021

NBA Rookie First Team
- Sherman Douglas – 1990
- Steve Smith – 1992
- Caron Butler – 2003
- Dwyane Wade – 2004
- Michael Beasley – 2009
- Kendrick Nunn – 2020
- Jaime Jáquez – 2024

NBA Rookie Second Team
- Kevin Edwards – 1989
- Glen Rice – 1990
- Willie Burton – 1991
- Udonis Haslem – 2004
- Mario Chalmers – 2009
- Justise Winslow – 2016
- Tyler Herro – 2020
- Kel'el Ware – 2025

NBA All-Star Game MVP
- Dwyane Wade – 2010

NBA Three-point Shootout (record)
- Glen Rice – 1995
- Jason Kapono – 2007
- Daequan Cook – 2009
- James Jones – 2011
- Tyler Herro – 2025

NBA Slam Dunk Contest
- Harold Miner – 1993, 1995
- Derrick Jones – 2020

NBA Skills Challenge
- Dwyane Wade – 2006, 2007
- Bam Adebayo – 2020

NBA Shooting Stars Competition
- Chris Bosh – 2013, 2014, 2015

## Statistiche individuali

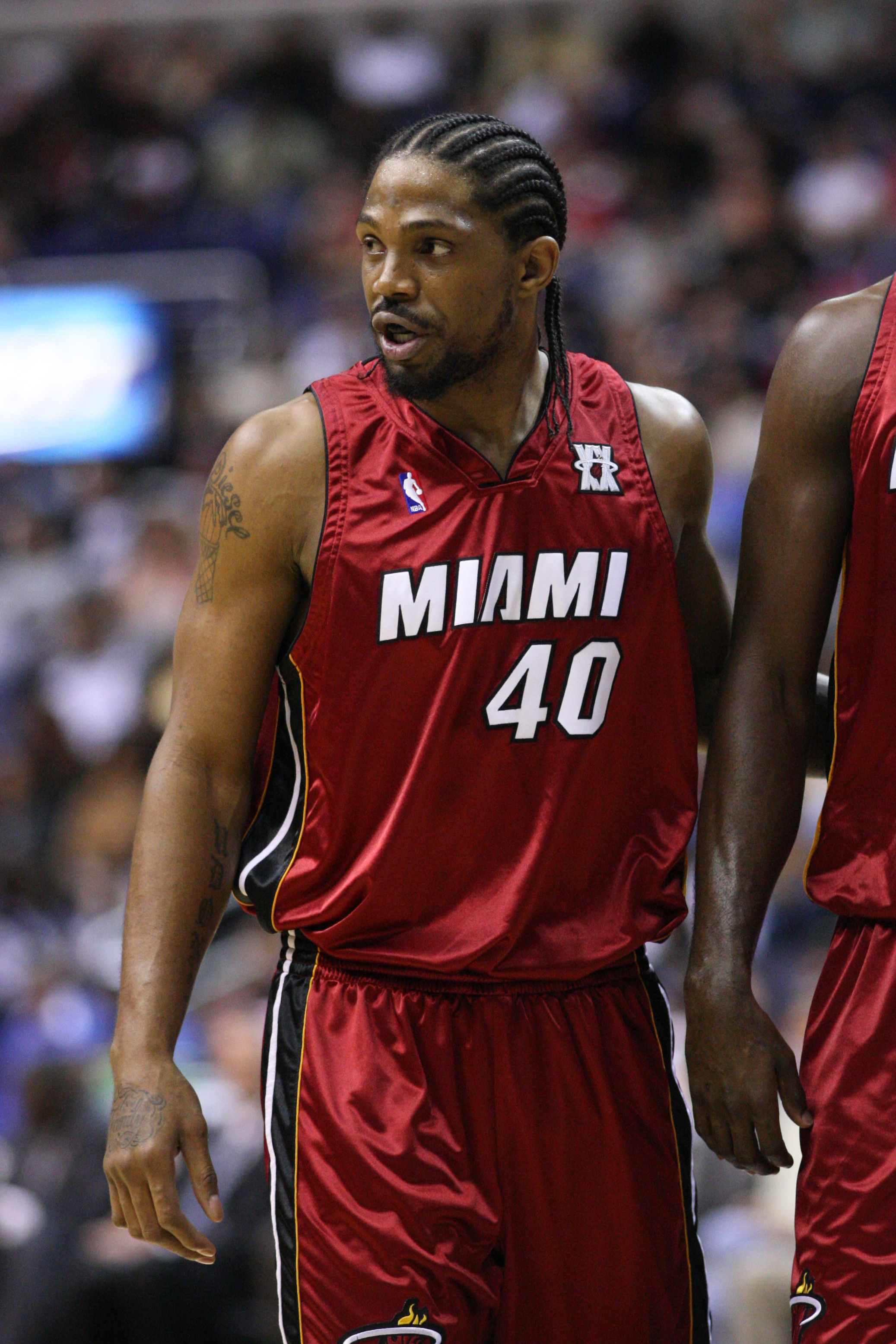
Udonis Haslem, recordman di rimbalzi (5.791): offensivi (1.615), difensivi (4.176).

| Leader di carriera (regular season) |                  |            |
| Categoria                           | Cestista         | Statistica |
| Partite giocate                     | Dwyane Wade      | 948        |
| Minuti giocati                      | Dwyane Wade      | 32.912     |
| Punti                               | Dwyane Wade      | 21.556     |
| Rimbalzi                            | Udonis Haslem    | 5.791      |
| Assist                              | Dwyane Wade      | 5.310      |
| Rubate                              | Dwyane Wade      | 1.492      |
| Stoppate                            | Alonzo Mourning  | 1.625      |
| Canestri                            | Dwyane Wade      | 7.842      |
| Canestri %                          | Shaquille O'Neal | 59,6 %     |
| Tiri da 3-Pt                        | Duncan Robinson  | 836        |
| Tiri da 3-Pt %                      | Jason Kapono     | 49,0 %     |
| Tiri liberi                         | Dwyane Wade      | 5.391      |
| Tiri liberi %                       | Ray Allen        | 89,3 %     |
| Punti a partita                     | LeBron James     | 26,9       |
| Rimbalzi a partita                  | Hassan Whiteside | 11,9       |
| Assist a partita                    | Sherman Douglas  | 7,9        |
| Rubate a partita                    | Jimmy Butler     | 1,8        |
| Stoppate a partita                  | Alonzo Mourning  | 2,7        |
| Triple doppie                       | LeBron James     | 13         |
| Falli                               | Dwyane Wade      | 2.132      |
| Turnover                            | Dwyane Wade      | 3.096      |

| Leader di stagione |                  |            |                 |
| Categoria          | Cestista         | Statistica | Stagione        |
| Minuti giocati     | Anthony Mason    | 3.254      | 2000–01         |
| Punti a partita    | Dwyane Wade      | 30,2       | 2008–09         |
| Rimbalzi a partita | Hassan Whiteside | 14,1       | 2016-17         |
| Assist a partita   | Tim Hardaway     | 8,6        | 1996–97         |
| Rubate a partita   | Dwyane Wade      | 2,2        | 2008–09         |
| Stoppate a partita | Alonzo Mourning  | 3,9        | 1998–99         |
| Triple doppie      | LeBron James     | 4          | 2010–11 2012–13 |
|                    | Jimmy Butler     | 4          | 2020–21 2021–22 |
| Punti              | Dwyane Wade      | 2.386      | 2008–09         |
| Rimbalzi           | Hassan Whiteside | 1088       | 2016-17         |
| Assist             | Tim Hardaway     | 695        | 1996–97         |
| Rubate             | Dwyane Wade      | 173        | 2008–09         |
| Stoppate           | Alonzo Mourning  | 294        | 1999–00         |
| Canestri           | Dwyane Wade      | 854        | 2008–09         |
| Canestri %         | Hassan Whiteside | 60,6%      | 2015–16         |
| Tiri da 3-Pt       | Duncan Robinson  | 270        | 2019–20         |
| Tiri da 3-Pt %     | Jon Sundvold     | 52,2 %     | 1988–89         |
| Tiri liberi        | Dwyane Wade      | 629        | 2005–06         |
| Tiri liberi %      | Tyler Herro      | 93,4 %     | 1993–94         |
| Falli              | Grant Long       | 337        | 1988–89         |
| Turnover           | Dwyane Wade      | 321        | 2004–05         |

| Partita singola (regular season) |                  |            |                  |
| Categoria                        | Cestista         | Statistica | Data             |
| Punti                            | LeBron James     | 61         | 3 marzo 2014     |
| Minuti giocati                   | Glen Rice        | 59         | 20 novembre 1992 |
| Rimbalzi                         | Rony Seikaly     | 34         | 3 marzo 1993     |
| Assist                           | Tim Hardaway     | 19         | 19 aprile 1996   |
| Palle rubate                     | Mario Chalmers   | 9          | 5 novembre 2008  |
| Stoppate                         | Hassan Whiteside | 12         | 25 gennaio 2015  |
| Canestri                         | LeBron James     | 22         | 3 marzo 2014     |
| Canestri da tre punti            | Tyler Herro      | 10         | 16 dicembre 2022 |
| Tiri liberi segnati              | Jimmy Butler     | 23         | 11 febbraio 2023 |
| Palle perse                      | Dwyane Wade      | 12         | 1º febbraio 2007 |

| Partita singola (play-off) |                  |            |                |
| Categoria                  | Cestista         | Statistica | Data           |
| Punti                      | Jimmy Butler     | 56         | 24 aprile 2023 |
| Minuti giocati             | Dwyane Wade      | 51         | 3 giugno 2012  |
| Rimbalzi                   | Shaquille O'Neal | 20         | 4 maggio 2006  |
| Assist                     | Dwyane Wade      | 15         | 15 maggio 2005 |
| Palle rubate               | Josh Richardson  | 7          | 21 aprile 2018 |
| Stoppate                   | Hassan Whiteside | 5          | 1º maggio 2016 |
| Canestri                   | LeBron James     | 17         | 7 giugno 2012  |
| Canestri da tre punti      | Duncan Robinson  | 8          | 17 aprile 2022 |
| Tiri liberi segnati        | Dwyane Wade      | 21         | 18 giugno 2006 |
| Palle perse                | Dwyane Wade      | 9          | 26 maggio 2011 |

Statistiche aggiornate al: 31 ottobre 2023